# Olympische Jugend-Winterspiele 2012/Teilnehmer (Südafrika)
| Gelbes Symbol für Goldmedaillen mit stilisierten Olympischen Ringen | Graues Symbol für Silbermedaillen mit stilisierten Olympischen Ringen | Braundes Symbol für Bronzemedaillen mit stilisierten Olympischen Ringen |
| ------------------------------------------------------------------- | --------------------------------------------------------------------- | ----------------------------------------------------------------------- |
| —                                                                   | —                                                                     | —                                                                       |

Südafrika nahm an den Olympischen Jugend-Winterspielen 2012 in Innsbruck mit einem Athleten in einer Sportart teil.

## Sportarten

### Ski Alpin
| Athleten      | Wettbewerb   | Durchgang 1 | Durchgang 2 | Gesamt      | Gesamt |
| Athleten      | Wettbewerb   | Zeit        | Zeit        | Zeit        | Rang   |
| ------------- | ------------ | ----------- | ----------- | ----------- | ------ |
| Jungen        |              |             |             |             |        |
| Sive Speelman | Super-G      |             |             | 1:18,31 min | 41     |
| Sive Speelman | Riesenslalom | 1:08,96 min | 1:03,25 min | 2:12,21 min | 35     |
| Sive Speelman | Slalom       | 53,13 s     | 52,04 s     | 1:45,17 min | 32     |
| Sive Speelman | Kombination  | 1:18,22 min | 58,10 s     | 2:16,32 min | 33     |